# 하야마 쇼노
하야마 쇼노(일본어: 葉山 奨之 はやま しょうの[*], 1995년 12월 19일 ~ )는 일본의 배우이다.
오사카부 출신. 트라이스톤 엔터테인먼트 소속.

## 내력
영화 《크로우즈 ZERO》의 오구리 슌을 동경해, 중학교 3학년 때 사무소의 오디션을 보고 합격.
2011년, 드라마 《스즈키 선생님》으로 데뷔.

## 출연

### 드라마
- 스즈키 선생님 LESSON 7 (2011년 6월 6일, TV 도쿄) - 치요다 역
- GTO 가을 스페셜 (2012년 10월 2일, 칸사이 TV) - 와쿠이 마유 역
- 대하드라마 (NHK)
  - 야에의 벚꽃 제6·8·14 ~ 15화 (2013년 2월 10일·24일·4월 7일 ~ 14일) - 토쿠가와 이에모치 역
  - 군사 칸베에 최종화 (2014년 12월 21일) - 토요토미 히데요리 역
- 실험 형사 토토리 2 제4회 (2013년 11월 2일, NHK) - 니노마에 카즈키 역
- 수수께끼의 전학생 (2014년 1월 ~ 3월, TV 도쿄) - 카마나카 사이조 역
- 밤의 선생님 (2014년 1월 ~ 3월, TBS) - 타카하라 쇼타 역
- 도쿄가 전장이 된 날 (2014년 3월 15일, NHK) - 시라이시 헤이스케 역
- 끝나지 않는 이야기 (2014년 8월 ~ 9월, 후지 TV) - 이케나미 슌야 역
- 17세 (2014년 8월 30일, 후지 TV TWO) - 안도 하지메 역
- 어떻게 좀 안될까요 2 최종화 (2014년 9월 21일, NHK BS 프리미엄) - 아키야마 유고 역
- 아오이 호노오 최종화 (2014년 9월 26일, TV 도쿄) - 미카미 역
- N을 위하여 (2014년 10월 ~ 12월, TBS) - 스기시타 요스케 역
- 연속 TV 소설 마레 (2015년 4월 ~ 9월, NHK) - 츠무라 잇테츠 역
- 서머 스토커즈 블루스 (2015년 9월 26일, 후지 TV) - 주연·소타 역
- 낚시 바보 일지~신입 사원 하마사키 덴스케~ (2015년 10월 ~ 12월, TV 도쿄) - 우오즈미 신타로 역
  - 낚시 바보 일지~신입 사원 하마사키 덴스케~ 스페셜 (2017년 1월 2일)
- 오사카 순환선 역마다의 사랑 이야기 Station9 노다 역 〈마지막 데이트〉 (2016년 3월 8일, 칸사이 TV) - 주연·시로이 유이치 역
- 언젠가 이 사랑을 떠올리면 분명 울어버릴 것 같아 제9 ~ 최종화 (2016년 3월 14일 ~ 21일, 후지 TV) - 나이토 미키야 역
- 후로타키 대장 고향에 돌아오다 (2016년 7월 1일, NHK 히로시마) - 하루카 역
- 사폐ーDEATH CASHー (2016년 7월 ~ 9월, TBS) - 하이타니 하지메 역
- 도망치는건 부끄럽지만 도움이 된다 제1화 (2016년 10월 11일, TBS) - 와타나베 카즈마 역
- 갑작스럽지만, 내일 결혼합니다 (2017년 1월 ~ 3월, 후지 TV) - 타카나시 카나데 역

### 영화
- 토테치타 치키치타 (2012년, 아르고 픽처즈) - 켄토 역
- 리얼 술래잡기 3 (2012년, 유나이티드 시네마) - 이사무 역
- 여행의 선물 내일 (2012년, 키노 필름즈) - 니시나 코스케(고교 시절) 역
- 오늘, 사랑을 시작합니다 (2012년, 토호)
- 일요일, 스즈는 휘파람을 불었다 (2014년, 제6회 오키나와 국제 영화제 출품작)
- 사랑에 따라다니는 것 (2014년, 도쿄 예술 대학 영상 연구과 영화 전공)
- 학교 괴담 주술의 영력 (2014년, 엘 티 코포레이션/프레시디오) - 유지 역
- 갈증. (2014년, 가가)
- 샨티 데이즈 365일, 행복한 호흡 (2014년, 스루키토스)
- 초능력 연구부의 3인 (2014년, BS-TBS) - 타케다 역
- 내일이 되면. (2015년, 유나이티드 엔터테인먼트) - 야스다 역
- 여름날, 네 목소리 (2015년, 유나이티드 엔터테인먼트) - 주연·테츠오 역
- 유성이 사라지기 전에 (2015년, 아크 엔터테인먼트) - 카지 케이치로 역
- 십자가 (2016년, 아이에스 필드) - 후지이 켄스케 역
- 올바른 버스 분별법 (2016년, 제30회 타카사키 영화제 상영작)
- 바다보다 더 깊은 (2016년, 가가)
- 푸른 하늘 옐 (2016년, 토호) - 미즈시마 아키 역
- 아즈미 하루코는 행방불명 (2016년, 팬텀 필름) - 마나부 역
- 오늘의 키라 군 (2017년, 쇼게이트) - 야베 카즈히로 역
- 사랑은 비가 갠 뒤처럼 (2018년, 토호) - 요시자와 타카시 역
- 고양이와 할아버지 (2019년) - 우치무라 사토시 역
- 안녕까지 30분 (2019년)
- 시인장의 살인 (2019년)
- 키스컴! ~COME ON, KISS ME AGAIN!~ (2019년)

### 뮤직 비디오
- miwa 〈짝사랑〉 (2012년)
- MACO 〈편지〉 (2016년)